# Gabriel Testard de la Forest
 (juillet 2023).
Si vous disposez d'ouvrages ou d'articles de référence ou si vous connaissez des sites web de qualité traitant du thème abordé ici, merci de compléter l'article en donnant les références utiles à sa vérifiabilité et en les liant à la section « Notes et références ».
Pour les articles homonymes, voir Testard et Forest.
Gabriel Testard de la Forest est un officier français né à Montréal en 1661 et mort à Londres en 1697. Il fut commandant du fort Bourbon.

## Biographie
Gabriel Testard de la Forest est né probablement en 1661 à Montréal où il est baptisé le 4 août 1661. Ses parents sont Jacques Testard de la Forest, récipiendaire de la croix de Saint Louis, et Marie Pournin de la Faye, proche de Jeanne Mance.
En 1695, Pierre Le Moyne d'Iberville le nomme commandant du fort Bourbon, renommé ainsi après la prise du poste de traite York Factory.
Le 1er septembre 1696, le fort est attaqué par les anglais qui deviennent maître des lieux par capitulation. Les conditions de la capitulation proposées par le capitaine William Allen ne seront pas respectées, entraînant la privation des biens, dont de nombreuses fourrures, et le transfert des prisonniers en Angleterre.
En détention, Gabriel Testard de la Forest va émettre un factum afin d'obtenir réparation. Il n'en verra pas l'issue car il meurt le 27 août 1697 à Londres.